# Marische Autonome Oblast
De Marische Autonome Oblast (Russisch: Марийская автономная область, Mariejskaja avtonomnaja oblast) was een autonome oblast in de Sovjet-Unie. De autonome oblast ontstond op 4 november 1921 uit de oblast Nizjni Novgorod. In 1936 werd de status van de autonome obalst verhoogd tot ASSR. Na het uiteenvallen van de Sovjet-Unie werd het gebied onderdeel van de autonome republiek Mari El in de Russische Federatie.